# Брен л'Альо
Брен л'Альо (на френски: Braine-l'Alleud) е селище в Централна Белгия, окръг Нивел на провинция Валонски Брабант. Населението му е около 37 200 души (2006).